# Henry Lindblad
Bror Henry Lindblad, född 25 februari 1906 i Stora Malms församling, Södermanlands län, död 28 september 1946 i Borås, Älvsborgs län, var en svensk friidrottare (stavhopp och tiokamp).
Han tävlade för Linköpings AIK (t.o.m. 1925), Kronobergs IK (1926–1929) och därefter för ISkK NK (Idrotts- och Skytteklubben NK). Han utsågs 1928 till Svensk Grabb nummer 61 i friidrott.
Civilt arbetade han som affärsbiträde i Stockholm. Han avled 1946 av skadorna som han ådrog sig vid ett överfall från en berusad man i Stockholm. Han var då studerande vid Tandläkarinstitutet.

## Främsta meriter
Lindblad hade svenska rekordet i stavhopp 1928-1935. Han vann SM i stav sju gånger åren 1925–1937.
Vid OS i Amsterdam 1928 blev han sjua i stavhopp och nia i tiokamp.

## Idrottskarriär (stavhopp)
1925 vann Lindblad sitt första SM-tecken i stavhopp (på 3,65 m).
1927 vann han de engelska mästerskapen.
Den 8 juli 1928 slog Lindblad Lars Tiréns svenska rekord från 1921 (3,90 m) med ett hopp på 3,92 m. Vid OS i Amsterdam detta år deltog han i stavhopp och kom sjua på 3,90 m. Den 26 augusti (vid SM som han vann) förbättrade han sitt rekord till 4,00 m.
Den 22 juni 1930 i Söderfors förbättrade han sitt rekord ytterligare till 4,03 m. Den 11 juli nådde han i Stockholm 4,10 m. Detta år vann han sitt tredje SM-tecken (på 4,00 m), och blev även (återigen) engelsk mästare.
Den 29 augusti 1931 satte han sitt sista svenska rekord, med 4,13 m. Detta skulle komma att slås 1935 av Bo Ljungberg. År 1931 vann Lindblad sitt fjärde SM - på 3,95 m. Och dessutom blev han engelsk mästare för tredje gången.
1933 lyckades han ta sitt femte SM-tecken i stav (4,00 m). Han tog sina sista SM-tecken åren 1936 och 1937 på resultaten 4,00 resp. 4,10 m.